# ويليام كريستيان
ويليام كريستيان (بالإنجليزية: William Christian) هو سياسي أمريكي، ولد في 1743، وتوفي في 9 أبريل 1786.